# جکسونویل (نیوجرسی)
جکسونویل (به انگلیسی: Jacksonville) یک منطقهٔ مسکونی در ایالات متحده آمریکا است که در نیوجرسی واقع شده‌است. جکسونویل ۱۹ متر بالاتر از سطح دریا واقع شده‌است.